# Stanevo
Stanevo (bulgariska: Станево) är ett distrikt i Bulgarien.   Det ligger i kommunen Obsjtina Lom och regionen Montana, i den nordvästra delen av landet, 120 km norr om huvudstaden Sofia. Antalet invånare är 328.
Trakten runt Stanevo består till största delen av jordbruksmark. Runt Stanevo är det ganska glesbefolkat, med 29 invånare per kvadratkilometer.